# Емі Вайт
Емі Вайт (англ. Amy White; нар. 20 жовтня 1968) — американська плавчиня.
Призерка Олімпійських Ігор 1984 року.
Переможниця Панамериканських ігор 1983 року.